# Canthyloscelis pectinata
Canthyloscelis pectinata är en tvåvingeart som beskrevs av Edwards 1930. Canthyloscelis pectinata ingår i släktet Canthyloscelis och familjen reliktmyggor. Inga underarter finns listade i Catalogue of Life.